# Alejandra Vigo
Alejandra María Vigo de Schiaretti (San Juan, 22 de septiembre de 1957) es una sindicalista y política argentina del Partido Justicialista. Se desempeñó como diputada nacional por la provincia de Córdoba entre 2017 y 2021, siendo electa senadora nacional por la misma provincia desde 2021. Pertenece a la alianza provincial Hacemos Unidos por Córdoba. Actualmente es senadora por el Bloque Provincias Unidas
Anteriormente integró la legislatura provincial de Córdoba, primero como diputada (1999-2001) y luego como legisladora (2001-2007) tras la reforma de la Constitución de la Provincia de Córdoba de 2001, en la que fue constituyente.

## Biografía
Nació en la ciudad de San Juan en 1957, en el seno de una familia con militancia política. En 2007 contrajo matrimonio con Juan Schiaretti, con quien convivía desde 1997. En 2019 se recibió de licenciada en relaciones internacionales en la Universidad Católica de Salta.
Comenzó su carrera en el ámbito sindical, más precisamente en el Sindicato de Amas de Casa de la República Argentina (SACRA), fundado por su hermana Élida, en la seccional provincial de Córdoba (siendo su presidenta entre 1995 y 2008), en el Consejo Directivo Nacional (como secretaria de Salud) y en la administración de la obra social del sindicato (OSSACRA).
En 1999 fue elegida a la Cámara de Diputados de la Provincia de Córdoba. Fue convencional constituyente en la reforma de la Constitución de la Provincia de Córdoba en 2001 y, desde ese año hasta 2007, integró la Legislatura provincial. Allí promovió la creación del Consejo Provincial de la Mujer (siendo luego representante de la legislatura allí entre 2004 y 2007), una ley sobre erradicación de la violencia familiar y la reforma del Código Procesal Penal de la provincia.
Entre 2008 y 2011 se desempeñó como secretaria de Inclusión Social del Ministerio de Desarrollo Social del gobierno provincial, durante la primera gobernación de Schiaretti. Entre 2011 y 2015 fue concejala de la ciudad de Córdoba. Ese último año, con el regreso de Schiaretti a la gobernación de la provincia, asumió como secretaria de Estado de Equidad y Promoción de Empleo.
En las elecciones legislativas de 2017, fue candidata a diputada nacional por la provincia de Córdoba, en el segundo lugar de la lista de Unión por Córdoba. La lista obtuvo el 30,52%, siendo elegida. Integra el bloque de Córdoba Federal. Es vicepresidenta segunda de la comisión de Mercosur e integra como vocal las comisiones de Asuntos Municipales; de Turismo; y de Vivienda y Ordenamiento Urbano. Votó en contra del proyecto de ley de interrupción voluntaria del embarazo debatido y aprobado por el Congreso en 2020. En el proyecto de 2018 había sido la única diputada que se abstuvo en la votación.
Antes de las elecciones primarias de 2021, fue confirmada como precandidata a senadora nacional, encabezando la lista de Hacemos por Córdoba.
En las elecciones legislativas de 2021, celebradas en noviembre de ese año, resultó electa como senadora nacional por la provincia de Córdoba, encabezando la lista de Hacemos por Córdoba, que salió en segundo lugar con el 25,00% de los votos.
Desde entonces ejerce ese cargo en el bloque Unidad Federal.
En septiembre de 2024, se sumó al nuevo interbloque Provincias Unidas, que integra junto con los senadores Edgardo Kueider, Carlos Mauricio Espínola, Juan Carlos Romero, Edith Terenzi y Carmen Lucila Crexell. 
En el ámbito partidario, ha sido congresal y consejera del Partido Justicialista de la ciudad (de la cual fue titular) y de la provincia de Córdoba.